# SCOBY

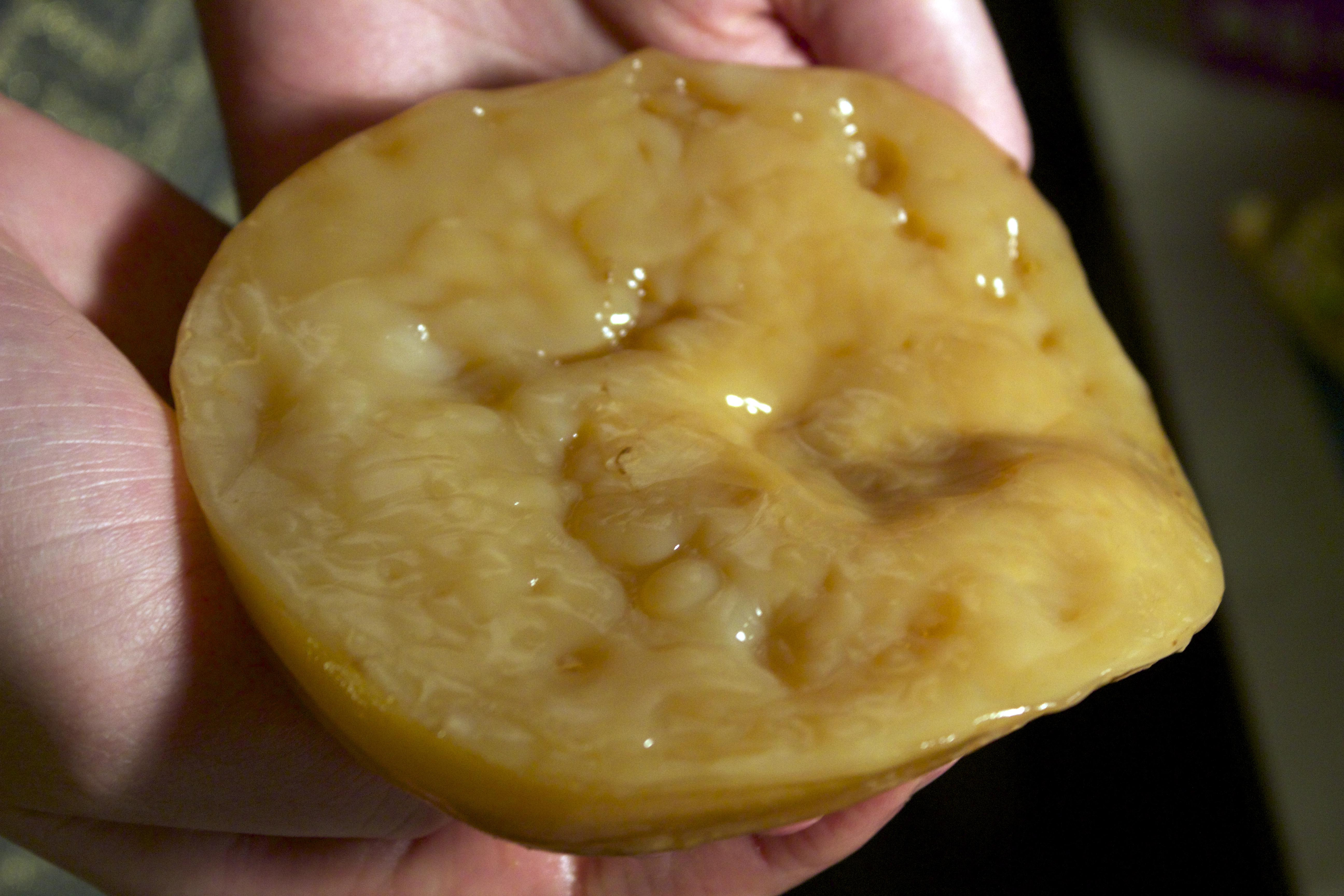
Un SCOBY utilisé pour la préparation du kombucha.

SCOBY est un acronyme d'origine anglaise signifiant Symbiotic Culture Of Bacteria and Yeast (« Culture symbiotique de bactéries et de levures ») et qui désigne une sorte de bloc de levain utilisé dans la production de diverses boissons et aliments acides, parmi lesquels le kéfir, la kombucha,, la mère de vinaigre, le levain panaire, la bière de gingembre et le kéfir de fruits.

## Composition et action
Dans sa forme la plus courante, le SCOBY se présente comme un biofilm gélatineux à base de cellulose ou comme un tapis microbien flottant à l'interface air-liquide du produit. Ce tapis bactérien à base de cellulose est parfois appelé « pellicule ». Les pellicules de SCOBY peuvent servir à faire reprendre le processus de fermentation dans un nouveau récipient et à reproduire le produit désiré.
Les espèces composant les cultures mixtes varient d'une préparation à l'autre, mais comprennent généralement des espèces bactériennes du genre Acetobacter, ainsi que diverses espèces de Saccharomyces, ainsi que d'autres types de levures.
Dans une culture, la fermentation anaérobie de l'éthanol (par la levure), la fermentation anaérobie des acides organiques (par les bactéries), et l'oxydation aérobie de l'éthanol en acétate (par les bactéries) peuvent se produire simultanément.